# Spona (archeologie)

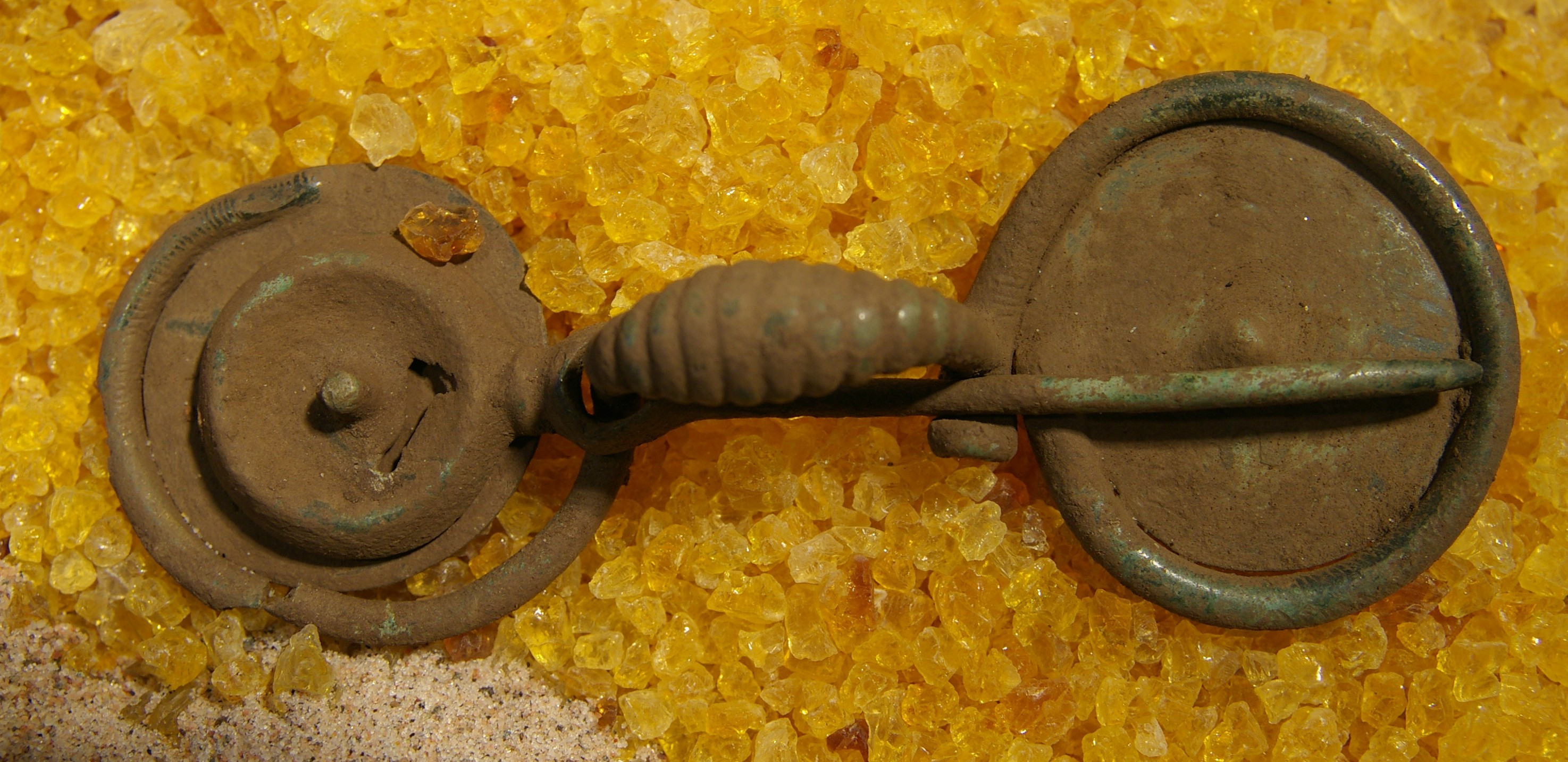
Spona doby bronzové

Spona je kovová součást oděvu spojující jeho jednotlivé součásti. Funguje jako spínací špendlík, současně však plní i funkci šperku. Protože spony rychle podléhaly módě, jsou pro archeologii jedním z nejvýznamnějších prvků při vytváření chronologických a periodizačních systémů.

## Význam pro archeologii

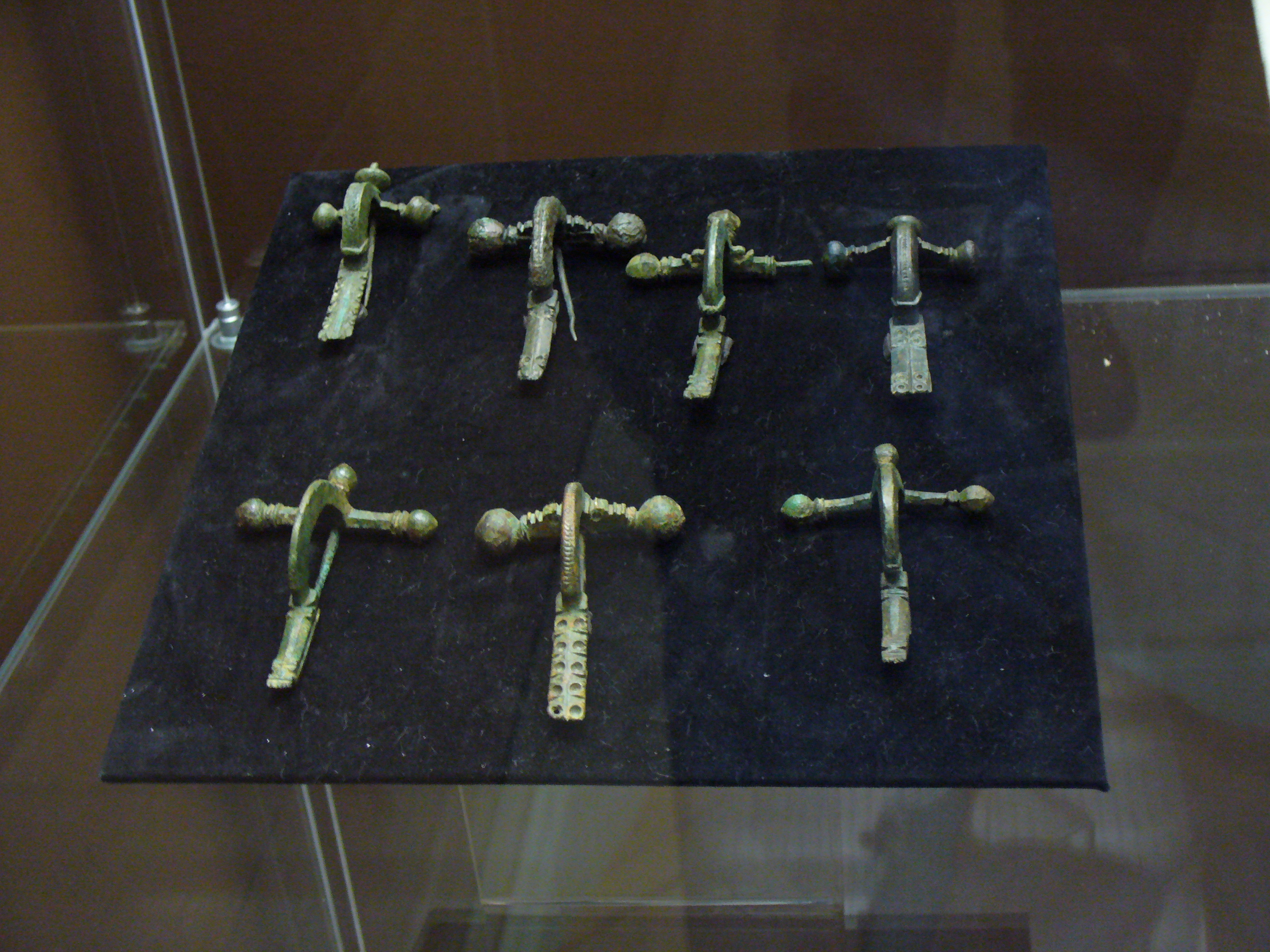
Římskoprovinciální spony ze 4. století

Význam spon tkví především v tom, že jako předměty podléhající značně dobovému vkusu a módním změnám jsou silně chronologicky citlivé. Podle jejich vývojové řady lze sestavit chronologické schéma a datovat s jejich pomocí i další archeologické nálezy; umožňují tak detailní třídění jednotlivých období a datování jejich vývojových stupňů. Jejich podoba (i způsob užití či nošení) podléhá i krajovým zvyklostem, napomáhají tedy i rozpoznání vzájemných kontaktů mezi různými územími.
Např. na základě sestavení vývojové řady spon doby laténské rozdělil v roce 1885 německý archeolog Otto Tischler toto období posledních pěti staletí před zlomem letopočtu do tří vývojových stupňů; podobně významný je systém třídění římských a germánských spon, který předložil ve své disertaci v roce 1897 švédský badatel Oscar Almgren; užívané je i třídění spon téhož období polského badatele Józefa Kostrzewského a řady dalších.
První spony se objevují již ve starší době bronzové a užívají se jako spinadlo mužského i ženského oděvu v celém následujícím období pravěku a doby protohistorické až do vrcholného středověku, do 14. století, kdy začínají být funkčně nahrazovány knoflíky, funkčnost spony se vytrácí a ta začíná být v podobě brože nošena pouze jako šperk.

## Podoba spon
Spony se vyráběly z rozmanitých materiálů, především z bronzu, ale i z drahých kovů – stříbra a zlata, i v kombinaci s jinými materiály, často jsou zdobeny různými výzdobnými technikami. Obliba nejčastěji používaného materiálu se v různých obdobích poněkud liší. V době bronzové to byl samozřejmě bronz, nejluxusnější exempláře byly ze zlata. Doba železná přináší použití železa i na sponách, bronz však stále převažuje; v době halštatské bývají spony vykládány/obkládány jantarem; v době laténské jsou na bronzových sponách oblíbené vložky z korálu nebo výzdoba emailem, objevuje se použití pseudofiligránu a především v nejmladším laténském období jsou v oblibě jemně pracované spony železné, stříbro se v tomto období téměř nepoužívá. Germánské populace doby římské opět preferují bronz, používá se stříbro, v době stěhování národů často zlacené nebo se používá zlato samotné, objevuje se tauzie, vrubořez a použití vložek z destiček ze skla či polodrahokamů vsazovaných do přihrádek tvořících ornament.
Primární funkce spon byla jistě spojovat k sobě jednotlivé kusy oděvu, současně však byly užívány jako často velmi honosný šperk; v některých případech (např. velmi rozměrné, bohatě zdobené spony kultury popelnicových polí) dokonce reprezentačního charakteru.

## Typy spon
Spony lze rozdělit do dvou základních typů:
- spony jednodílné, kdy předmět je vyroben z jednoho kusu drátu různě tvarovaného, uprostřed se spirálovitě vinutým perem, z něhož na jednu stranu vybíhá různě zdobený lučík se zachycovačem jehly, na druhou stranu jehla (lze srovnat s dnešním spínacím špendlíkem)
- dvojdílné, kdy jehla je zasazena do vinutí připevněnému k lučíku nebo krytu spony (lze srovnat s dnešní broží)

### Základní typy spon vdobě laténské
(mladší doba železná), cca 500 př. n. l. – 0
Již Otto Tischler vystihl základní chronologické schéma laténských spon:
- starší doba laténská – spony s volnou patkou. Dnes je sem řazeno dlouhé období (+/- 450 – +/-250 př. n. l.) několika chronologických stupňů (A, B) podle periodizace Paula Reinecka)
  - stupeň A – např. spony certoské, spony s ptačí hlavičkou, figurální a maskovité spony, spony typu Marzabotto, spony se střechovitým lučíkem aj.
  - stupeň B1 (horizont duchcovské spony) – tzv. spony duchcovské (s malým uzlíkem na patce, název podle depotu nalezeného u Duchcova) a münsingenské (s různě zdobeným terčem na patce, název podle pohřebiště u Münsingen ve Švýcarsku)
  - stupeň B2 (horizont spony s velkou kuličkou na patce)
- střední doba laténská – spony s patkou pevně připevněnou k lučíku (tzv. spojené členěné konstrukce nebo tzv. středolaténského schématu – řada typů, mezi jiným i spony se dvěma kuličkami, tzv. spony mötschwilské aj.). Dnes Reineckův stupeň C (+/- 250 – +/-100 př. n. l.)
- pozdní doba laténská – různé typy spon s rámcovým zachycovačem (např. spony nauheimské, lžíčkovité, typ Almgren 65; mladší typy spon spojené konstrukce aj.) Dnes Reineckův stupeň D (+/- 150 – O)

## Jiné výrazy
- fibule, fibula
- brož
- spinadlo
- agrafa